# Aurantiosacculus eucalypti
Aurantiosacculus eucalypti är en svampart som först beskrevs av Cooke & Massee, och fick sitt nu gällande namn av Dyko & B. Sutton 1979. Aurantiosacculus eucalypti ingår i släktet Aurantiosacculus, divisionen sporsäcksvampar och riket svampar.   Inga underarter finns listade i Catalogue of Life.